# Pálfi Zsigmond
Várfalvi Pálfi Zsigmond (Várfalva, 1672 – ?, 1737. április 30.) unitárius lelkész, erdélyi magyar unitárius püspök 1724-től haláláig.

## Élete
Előbb köztanító volt a kolozsvári óvári iskolában, azután pap lett Kolozsvárt a magyar unitárius eklesiában; 1720 után igazgató volt a III. vagy belső magyar-utcai főoskolában, honnét 1724-ben püspökké választatott, mely hivatalát 1737-ben történt haláláig viselte. A tanári széket, az iskolafőnök egykori füljegyzései szerint (Fasc. rer. Scholast. III. 92), külföldi akadémiákról hazaérkezve, 1702. január 14-én foglalta el De regimine vitae hominis című értekezéssel. Hat diák, mint Graecia, Germania, Latium, Gallia, Polonia és Siculia küldöttje jelent meg, s mindenik diák az illető nemzet nyelvén és nemzeti viseletébe öltözve köszöntötte a tanárt. Siculia humoros fölköszöntőjét is lejegyezte a senior. (Keresztény Magvető 1897. 26. l.).

## Művei
- Concio in Exequiis ill. dni Ladislai Kun de Kál, sub hoc titulo: Jobb a hosszú tűrő az erőssnél, és a ki uralkodik ő indulattyán, annál, a ki várost veszen meg. Péld. 16. 32. Kolozsvár, 1733

Kézirati munkái a kolozsvári unitárius könyvtárban: 
- Oratio Funebris habita in Funere spect. dni Ladislai Pekri. Declamata est oratio in Kutyfalva. 1697. Julii
- Conciones plurimae latinae 8. Centruriae
- Formulae administrandi coenam dominicam et formulae copulationis matrimonialis
- Theologiai kézikönyvet is írt (Némelyek szerint Petrichevich Horváth Ferencz 1701-ben névtelenül kiadta)
- Apologiája, magyarból latinra fordította